# Mirante do Paranapanema
Mirante do Paranapanema é um município brasileiro do estado de São Paulo. Fundado em 29 de novembro de 1953, localiza-se a uma latitude 22º17'31" sul e a uma longitude 51º54'23" oeste, estando a uma altitude de 448 metros. Sua população segundo o Censo Demográfico de 2022 era de 15.917 habitantes. O município é formado pela sede e pelos distritos de Costa Machado e Cuiabá Paulista.

## História

### Origem e emancipação
A história de Mirante do Paranapanema começa a ser construída entre os anos de 1916 a 1918, quando Labieno da Costa Machado, natural de São José do Rio Preto, resolve conhecer e colonizar uma área de 120 mil alqueires de terras, que afirmava receber de herança de seu pai, José da Costa Machado, um influente político que chegou a ocupar importantes cargos públicos no Brasil, como a presidência da Província de Minas Gerais entre os anos de 1867 e 1868. Labieno ocupou as terras griladas por meio de uma colonização intensiva, propiciando o surgimento de um povoado, atualmente o distrito de Costa Machado, pertencente ao município de Santo Anastácio a época.
Em 1921, teve início a chegada dos primeiros imigrantes europeus também nas proximidades de Costa Machado. Chegavam com suas famílias principalmente espanhóis e italianos, também vieram húngaros, romenos, tchecos, lituanos, libaneses, portugueses e alemães. Esse primeiro processo migratório se estendeu até o início da década de 30.
Em meados de 1928, chegaram em Bauru, muitos imigrantes japoneses, para trabalhar nas grandes fazendas de café. Em meio a esse contingente de pessoas, estavam dois jovens, Iraku Okubo, e outro mais novo, seu irmão, Takeo Okubo. Em 1944, os dois irmãos adquiriram da colonização de Dr. Labieno da Costa Machado, uma gleba de 250 alqueires ainda coberta de mata, após três anos da compra, destinaram uma área de 50 alqueires para a formação de um núcleo populacional com o nome de Palmital, que mais adiante viria a ser o atual município de Mirante do Paranapanema.
Em meados de 1946, os irmãos japoneses Iraku e Takeo Okubo, resolveram lotear parte dos 250 alqueires de terras que haviam adquirido. Uma área de 40 alqueires foi loteada e logo se transformou num patrimônio. O primeiro comprador de um lote de terra foi Manuel Rodrigues. O progresso do município que se formava era tão grande que assustava, principalmente os jornalistas japoneses, que por ser o município fundado por seus patrícios, despertava um grande interesse. Um deles chega a escrever que o município, aos domingos aparentava ser um "formigueiro", em função do grande número de pessoas transitando pelas ruas de terra. Na atual rua Alberto Shiguero Tanabe, não se podia passar carros, em função de tanta gente e animais. Em 1949 surge a sede provisória da Colônia Japonesa e em 1952 se constrói a definitiva. Segundo os jornais japoneses, em 1947 custavam dois contos cruzeiros um alqueire de terra no sítio e dois mil cruzeiros um lote no município, em 1953, um lote no município já estava custando cinquenta mil cruzeiros. O período entre 1951 e 1952 foi, o que apresentou o maior progresso do bairro.
Em 1953 o movimento da Estrada de Ferro Sorocabana na estação de Santo Anastácio, só perdeu para Avaré, quase tudo do Bairro Palmital. Naquele ano, das 70 mil sacas de semente de algodão plantadas em todo o município de Santo Anastácio, 50 mil foram no Bairro Palmital. Foram plantados naquele ano cerca de 12.000 ha de algodão no Município, cerca de 70% no Bairro Palmital.
Esse período se estende até 1953 quando ocorre a emancipação. O grande marco desse período foi a chegada do contingente de migrantes nordestinos, povo que tanto contribuiu e marcou a história deste município. Segundo o "Jornal de São Paulo" em edição de 30 de maio de 1953, destinado aos imigrantes japoneses, o periódico afirmava que em 1953 existiam 5 mil famílias no bairro Palmital das quais 110 eram de imigrantes japoneses. Em 1953 foi criado o Kaikan, em atividade até a contemporaneidade na cidade, trata-se de um clube em sede de associação com vínculo entre os descendentes japoneses.

### Reforma Agrária
A concentração fundiária no oeste do Estado de São Paulo em especial nos municípios do Pontal ocorreram por intermédio da grilagem de terras que datam da segunda metade do século XIX, após a promulgação da Lei de Terras em 1850, sendo o o MST (Movimento dos Trabalhadores Rurais Sem Terra) o principal movimento social de luta pela reforma agrária na região historicamente. 
O movimento do MST iniciou atividades em Mirante do Paranapanema no ano de 1991. O primeiro ato ocorreu no mesmo ano, em 23 de março de 1991, quando famílias de um acampamento ocuparam, uma área de 2.872 hectares da Fazenda São Bento, em Mirante do Paranapanema. A fazenda possuía cerca de 5.106 hectares e estava sob o domínio de Antônio Sandoval Neto.
O Governo do Estado de São Paulo, criou em 1991, o Instituto de Terras do Estado de São Paulo (ITESP), para responder às novas demandas impostas na seara da organização de assentamentos estaduais, na regularização fundiária e na mediação dos conflitos. Em 1995, 1.800 famílias junto ao MST ocuparam as fazendas Haroldina e Arco-íris, que juntas constituíam uma área de 7.617 hectares.
O Assentamento São Bento é o maior em extensão territorial e abriga o maior número de famílias residentes, de forma geral os agricultores assentados vivem de sua produção agrícola familiar, assim como da produção leiteira, agropecuária e do cultivo de diversas culturas, constituindo-se a produção de subsistência voltada para alimentar a família sendo o excedente comercializado.

## Geografia
O município possui uma uma área territorial de 1.237,847 km², sendo o 19º maior município do estado de São Paulo em extensão.

### Hidrografia
Mirante do Paranapanema abriga em seu território um dos principais rios do estado de São Paulo, o rio Paranapanema que é um divisor natural dos territórios dos estados de São Paulo e Paraná. O município ainda é banhado pelos flumes Pirapozinho, Costa Machado, Engano, Nhancá e Cuiabá. Além disso o município conta com um grande número de córregos em sua área territorial.

### Rodovias
- SP-272- Rodovia Olímpio Ferreira da Silva
- SP-563- Rodovia General Euclides de Oliveira Figueiredo
- SP-613- Rodovia Arlindo Béttio

É o município que mais possui estradas rurais em extensão da região de Presidente Prudente.

## Demografia

### Dados demográficos
Dados do Censo - 2000
População total: 16.213
- Urbana: 9.833
- Rural: 6.380
- Homens: 8.272
- Mulheres: 7.941

Densidade demográfica (hab./km²): 13,10
Mortalidade infantil até 1 ano (por mil): 20,95
Expectativa de vida (anos): 68,71
Taxa de fecundidade (filhos por mulher): 2,29
Taxa de alfabetização: 83,30%
Índice de Desenvolvimento Humano (IDH-M): 0,735
- IDH-M Renda: 0,653
- IDH-M Longevidade: 0,729
- IDH-M Educação: 0,824

(Fonte: IPEADATA)

## Política e administração

### Poder Executivo
O poder executivo do município de Mirante do Paranapanema é representado pelo prefeito, auxiliado pelo seu gabinete de secretários, em conformidade ao modelo proposto pela Constituição Federal. O primeiro prefeito eleito do município foi José Quirino Cavalcante em 1954 e o atual é Eduardo Quesada Piazzalunga (PSB), eleito nas eleições municipais de 2024, com 49,38% dos votos válidos, tendo como vice-prefeito Edivaldo Pereira de Souza (PRD).
Galeria de prefeitos
| nº | Nome                         | início do mandato | fim do mandato |
| 1  | José Quirino Cavalcante      | 1955              | 1958           |
| 2  | João Augusto de Almeida      | 1959              | 1962           |
| 3  | Francisco Farias             | 1963              | 1966           |
| 4  | José Marcolino Sobrinho      | 1967              | 1970           |
| 5  | Justino de Souza Trindade    | 1970              | 1973           |
| 6  | Francisco Cândido Marcolino  | 1973              | 1977           |
| 7  | João Augusto de Almeida      | 1977              | 1983           |
| 8  | Cecílio Manoel de Lira       | 1983              | 1988           |
| 9  | João Augusto de Almeida      | 1989              | 1992           |
| 10 | Núbio Pinto de Medeiros      | 1993              | 1996           |
| 11 | João Tadeu Saab              | 1997              | 1999           |
| 12 | Celso Otacílio Lopes Sá      | 1999              | 2000           |
| 13 | Carlos Siqueira Ribeiro      | 2001              | 2004           |
| 14 | Eduardo Quesada Piazzalunga  | 2005              | 2012           |
| 15 | Carlos Alberto Vieira        | 2013              | 2016           |
| 16 | Átila Ramiro Menezes Dourado | 2017              | 2024           |
| 17 | Eduardo Quesada Piazzalunga  | 2025              | 2028           |

### Poder Legislativo
O município se rege por sua Lei Orgânica, promulgada em abril de 1990. O poder legislativo é constituído pela Câmara de Vereadores, composta por 9 membros eleitos para mandatos de quatro anos. Cabe à casa elaborar e votar leis fundamentais à administração e ao executivo, especialmente o orçamento municipal (conhecido como Lei de Diretrizes Orçamentárias). O atual presidente da Câmara Municipal é o vereador Ramiro Ferreira Dourado Junior (UNIÃO), eleito por seus pares para presidir a mesa diretora para o biênio 2025 - 2026.
Na atual legislatura, iniciada em 2025 e com encerramento no final do ano de 2028 exercem mandato os seguintes parlamentares:
| Vereadores em exercício – 18ª Legislatura | Vereadores em exercício – 18ª Legislatura |
| Nome                                      | Partido                                   |
| ----------------------------------------- | ----------------------------------------- |
| Angela Tereza Teixeira de Souza           | PRD                                       |
| Climério Costa Lima                       | MDB                                       |
| José Almir Silva Santos                   | PSB                                       |
| José Alves Bezerra                        | PODE                                      |
| José Carlos Matias                        | MDB                                       |
| Paulo Sergio Amorim Bezerra               | PSD                                       |
| Ramiro Ferreira Dourado Junior            | UNIÃO                                     |
| Sandra Modalale Jamil Zagaib Mendonça     | PSD                                       |
| Vinicius dos Santos Donato                | UNIÃO                                     |

### Poder Judiciário
Conforme disposição do próprio texto da lei orgânica, são poderes do município, o executivo e legislativo, desta maneira o exercício da atividade jurisdicional é de competência da justiça estadual, a comarca a qual o município faz parte abrange somente o próprio município de Mirante do Paranapanema. A criação por sua vez da comarca data de 24 de fevereiro de 1964, entretanto a sua instalação ocorreu somente muitos anos depois, em 31 de outubro de 1970, a comarca teve como seu primeiro juiz de Direito, o Sr José de Mello Junqueira e como promotor público, o Sr Antônio Heraldo Ferraz Del Pozzo.

## Economia
Sua economia é baseada no comércio e na agricultura.

## Infraestrutura

### Saneamento
A oferta de água e tratamento de esgoto em Mirante do Paranapanema, é realizada pela companhia estadual de abastecimento, Sabesp, segundo informa Painel de Informações de Saneamento do Ministério do Desenvolvimento Regional em 2018, o município possuía 98.79% de sua população em área urbana atendida com abastecimento de água, a perda na distribuição do liquido é relativamente baixo 19.82%. No entanto, quando analisado a distribuição a considerar a população total, inclusive as que se encontram em área rural o índice diminui consideravelmente para 58.17%. O tratamento de esgoto, também é analisado no estudo, segundo a pesquisa o índice de tratamento de esgoto em suas etapas é de 100%, ou seja é em todo realizado, contudo o esgoto tratado referido à água consumida é de 87.90%, sendo da população total de 43.77%.
92.9% das vias urbanas de Mirante do Paranapanema são pavimentadas na via urbana, as redes ou canais pluviais subterrâneos na área urbana correspondem 23.8% do total, ainda segundo o estudo é provável que em razão dos estudos 1% dos domicílio urbanos estejam sujeitos a inundação.

### Comunicações
O sistema de telefones automáticos foi inaugurado na cidade em 1971 pela Empresa Telefônica Paulista. Já o sistema de discagem direta à distância (DDD) foi implantado em 1981 pela Telecomunicações de São Paulo (TELESP) com o código de área (0182).
Na década de 90 o código DDD da cidade foi alterado para (018), para padronização do sistema telefônico com a telefonia celular que estava sendo implantada em todo o estado.

## Cultura e lazer

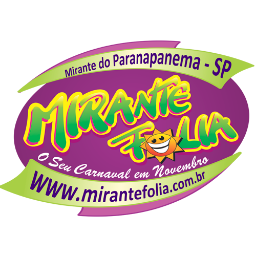
Logotipo do Mirante Folia.

### Festas
Com uma população de matriz nordestina, as principais festividades do município de Mirante do Paranapanema, foram o carnaval fora de época "Mirante Folia", lançado em primeira edição no ano de 1994, o evento que alcançou 21 edições encerrou-se em 2014, a micareta marcou a história do turismo de eventos regional, com apresentações de grandes estrelas do axé brasileiro como: Asas da América, Capilé, Terra Samba, Banda Eva, Ara Ketu, Batom na Cueca e Valneijós.
O rodeio também é um evento importante no calendário municipal, através da "Expo Mirante", exposição e feira de produtos e máquinas agrícolas, rodeio e show musical.

## Religião
O Cristianismo se faz presente na cidade da seguinte forma:

### Igreja Católica
- A igreja faz parte da Diocese de Presidente Prudente.[26]

### Igrejas Evangélicas
Entre as igrejas protestantes históricas, pentecostais e neopentecostais, encontram-se na cidade:
- Assembleia de Deus Ministério do Belém.[29][30]
- Congregação Cristã no Brasil.[31]